# Краснопартизанський район (Саратовська область)
Краснопартизанський район  рос. Краснопартизанский район — муніципальне утворення в Саратовській області. Розташований у межах українського історичного та культурного регіону Жовтий Клин. Адміністративний центр району — смт Горний. Населення району — 11 735 осіб.

## Географія
Розташований в центрі Лівобережжя, на Сиртовій рівнині. Уздовж північної межі району проходить долина річки Великий Іргиз з мальовничими берегами, вкритими лісом. Більшість джерел району мають підвищену мінералізацію води.

## Історія
Район утворений 18 січня 1935 року в складі Саратовського краю з центром в селі Корніївка. З 1936 року — у складі Саратовської області.
В 1939 році центр району перенесену в робітниче селище Горний.
30 вересня 1958 року до складу району увійшла територія скасованого Чапаєвського району з центром в селі Сулак.
У 1963 році район був скасований, але в 1965 знову відновлений.
З 1 січня 2005 року район перетворений в муніципальне утворення Краснопартизанський муніципальний район.

## Економіка
Район аграрний, виробляється зерно, корми на зрошуваних землях, м'ясо, молоко.
На території району є корисні копалини: фосфорити, горючі сланці, будівельні матеріали. Промисловість представлена невеликими підприємствами з переробки молока і м'яса, а також будівельних матеріалів.